# تجمع راوك (غيل بن يمين)

تعديل مصدري - تعديل

تجمع راوك هي إحدى قرى عزلة غيل بن يمين بمديرية غيل بن يمين التابعة لمحافظة حضرموت، بلغ تعداد سكانها 25 نسمة حسب تعداد اليمن لعام 2004.